# Vereinsregisterverordnung
Die Vereinsregisterverordnung (VRV) stellt in Deutschland die gesetzlichen Vorschriften zur Führung des Vereinsregisters. Da das Vereinsrecht grundsätzlich Privatrecht ist, das Registerrecht regelmäßig jedoch öffentliches Recht, steht die Vereinsregisterverordnung in der Schnittmenge beider Rechtsmaterien. Die öffentlich-rechtliche Natur des Vereinsrechts (geregelt im Vereinsgesetz) ist für die Vereinsregisterverordnung nicht von Belang.
Gesetzliche Ermächtigung für diese Verordnung ist § 387 Abs. 4 Gesetz über das Verfahren in Familiensachen und in den Angelegenheiten der freiwilligen Gerichtsbarkeit. 
Grundsätzlich sind die Vorschriften der Führung über das karteikartengeführte Vereinsregister auch auf die elektronisch geführten Vereinsregister anzuwenden. Die Erledigung der Registerführung ist nach § 1 Abs. 3 VRV dem Rechtspfleger aufgetragen.